# Adaptation auditive
L’adaptation auditive est la diminution du volume du son perçu lorsque l'on est exposé à un son de niveau continu. Contrairement à ce qui se passe pour d'autres perceptions, l'adaptation auditive ne se produit que pour les sons de niveau faible, inférieur à 20 dB SPL. Un son continu de niveau plus élevé est perçu comme plus faible lorsque des sons intermittents le couvrent à intervalles suffisamment rapprochés.